# 潘锋
潘锋（1963年—），回族，中华人民共和国政治人物、第十一届全国政协委员。
担任中国科学院计划财务局副局长、原声学研究所副所长。2008年，当选第十一届全国政协委员，代表科学技术界，分入第三十一组。2018年2月24日，当选为第十三届全国人大代表。